# Made und Taubenloch
Made und Taubenloch ist ein Naturschutzgebiet auf den Gemarkungen der Stadt Külsheim und deren Stadtteil Eiersheim im Main-Tauber-Kreis in Baden-Württemberg.

## Geschichte
Durch Verordnung des Regierungspräsidiums Stuttgart über das Naturschutzgebiet Made und Taubenloch vom 30. August 1982 wurde ein Schutzgebiet mit 5,9 Hektar ausgewiesen. Seit 2019 ist das Naturschutzgebiet ein Teil des größeren Natura-2000-Gebietes Nordwestliches Tauberland und Brehmbach (FFH-Gebiet 6423-341).

## Schutzzweck
„Schutzzweck ist die Erhaltung und Förderung eines überdurchschnittlich vielfältigen Pflanzenvorkommens mit zahlreichen standorttypischen, seltenen, geschützten Arten zur Bewahrung der ökologischen Vielfalt in der Kulturlandschaft mit ihrer Wirkung als Ausgleichs- und Regenerationsraum“ (LUBW).

## Flora
Das Naturschutzgebiet besteht aus zwei kleineren Waldflächen nördlich und südlich der Landesstraße 504 zwischen Külsheim und Eiersheim. Der nördliche Bereich ist ein lichter Mischwald aus Kiefern, Mehlbeere, Elsbeere, Rotbuche, Bergahorn und Eichen. Auf der südlichen Fläche wächst ebenfalls ein naturnaher Laubmischwald mit einzelnen Fichten. Die üppig entwickelte Krautschicht beider Flächen zeichnet sich durch zahlreiche seltene oder geschützte Arten aus, beispielsweise Steinbeere, Breitblättriges Laserkraut, Berg-Aster, Leinblatt, Golddistel, Maiglöckchen, Gemeine Akelei, Färber-Ginster, Echter Seidelbast, Gewöhnliche Kuhschelle, Feld-Mannstreu, Gewöhnlicher Fransenenzian und Deutscher Fransenenzian. Außerdem konnten acht Orchideenarten nachgewiesen werden.

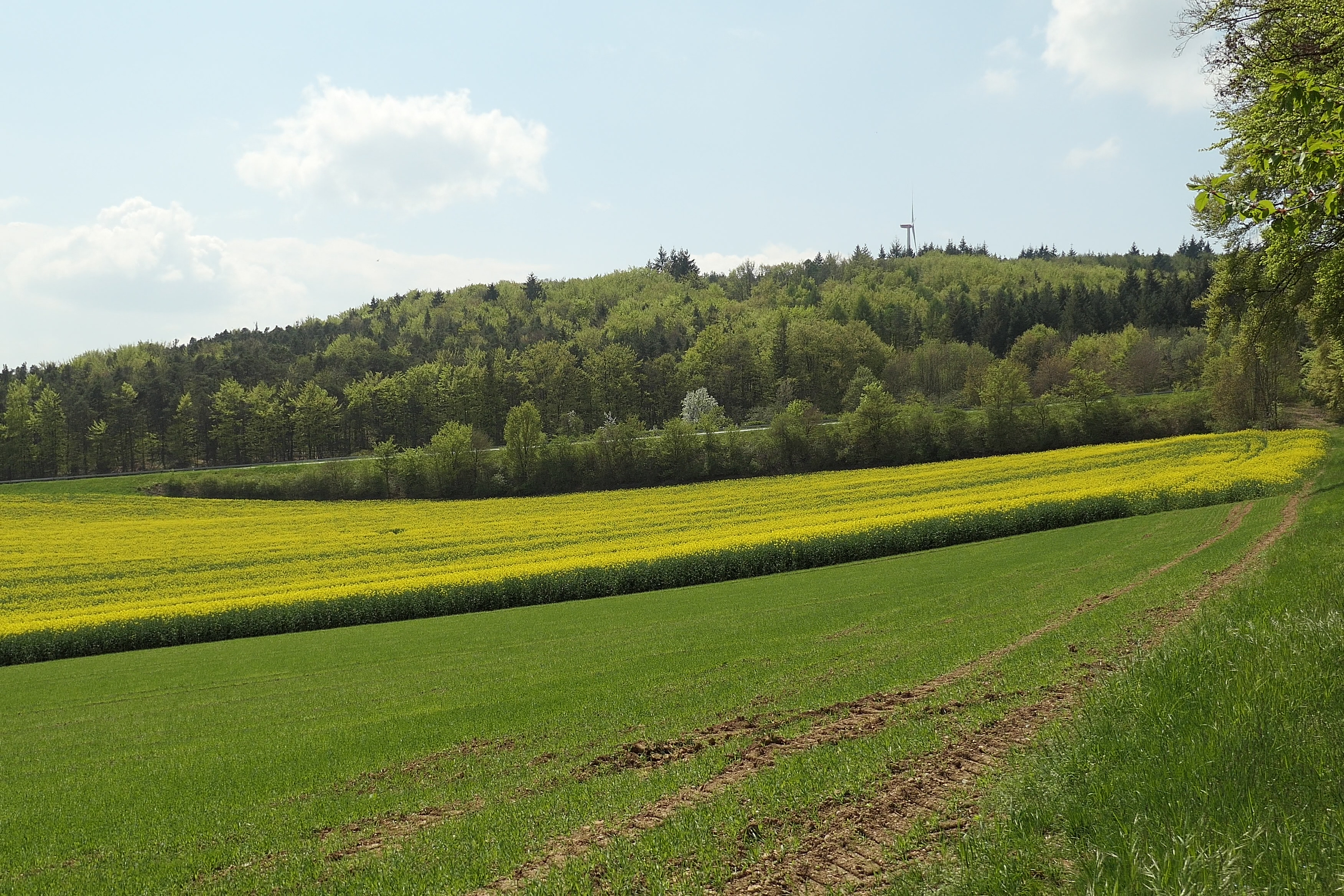
Naturschutzgebiet Made und Taubenloch, südlicher Teil (2023)
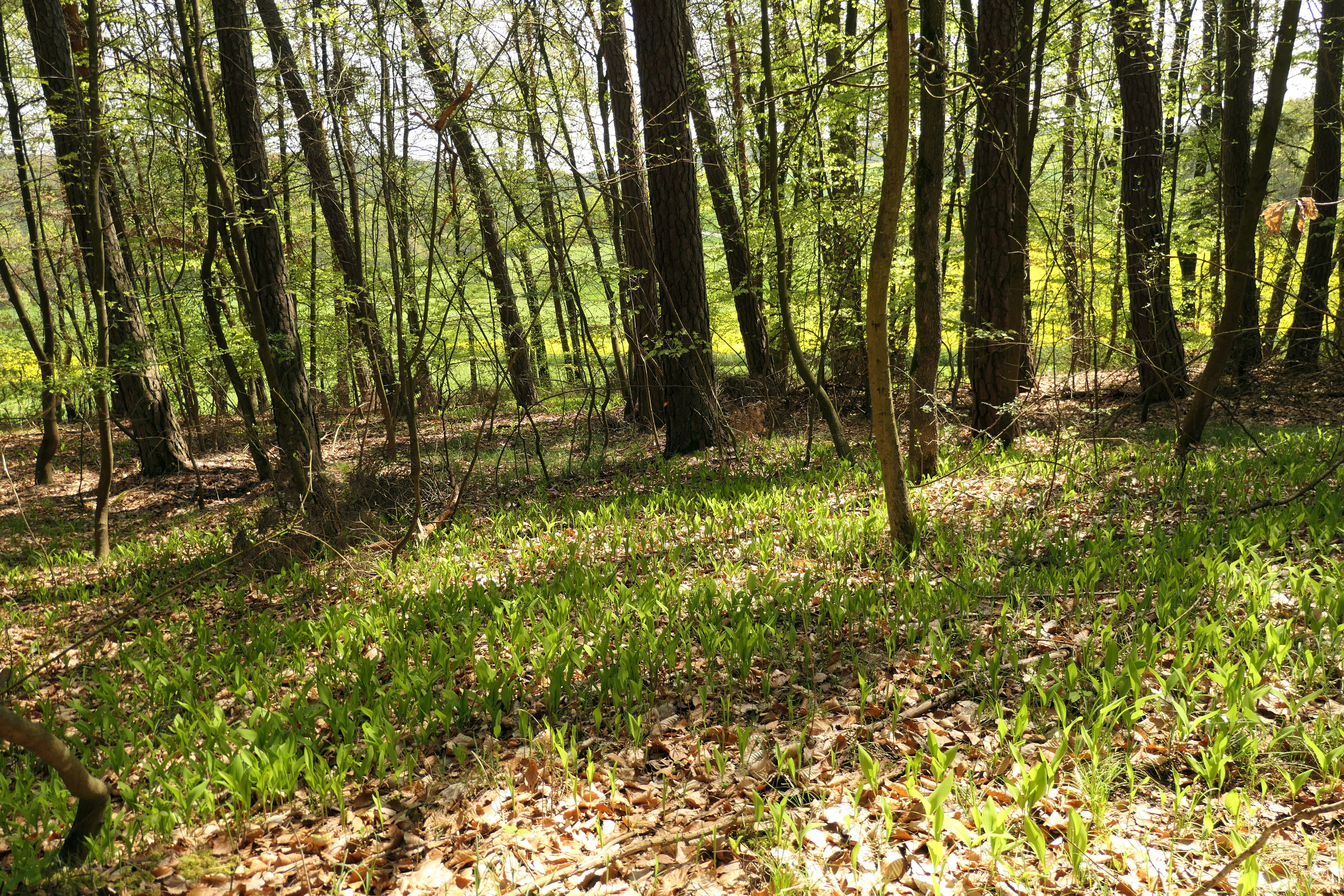
Nördlicher Teil, im Wald zahlreiche Maiglöckchen
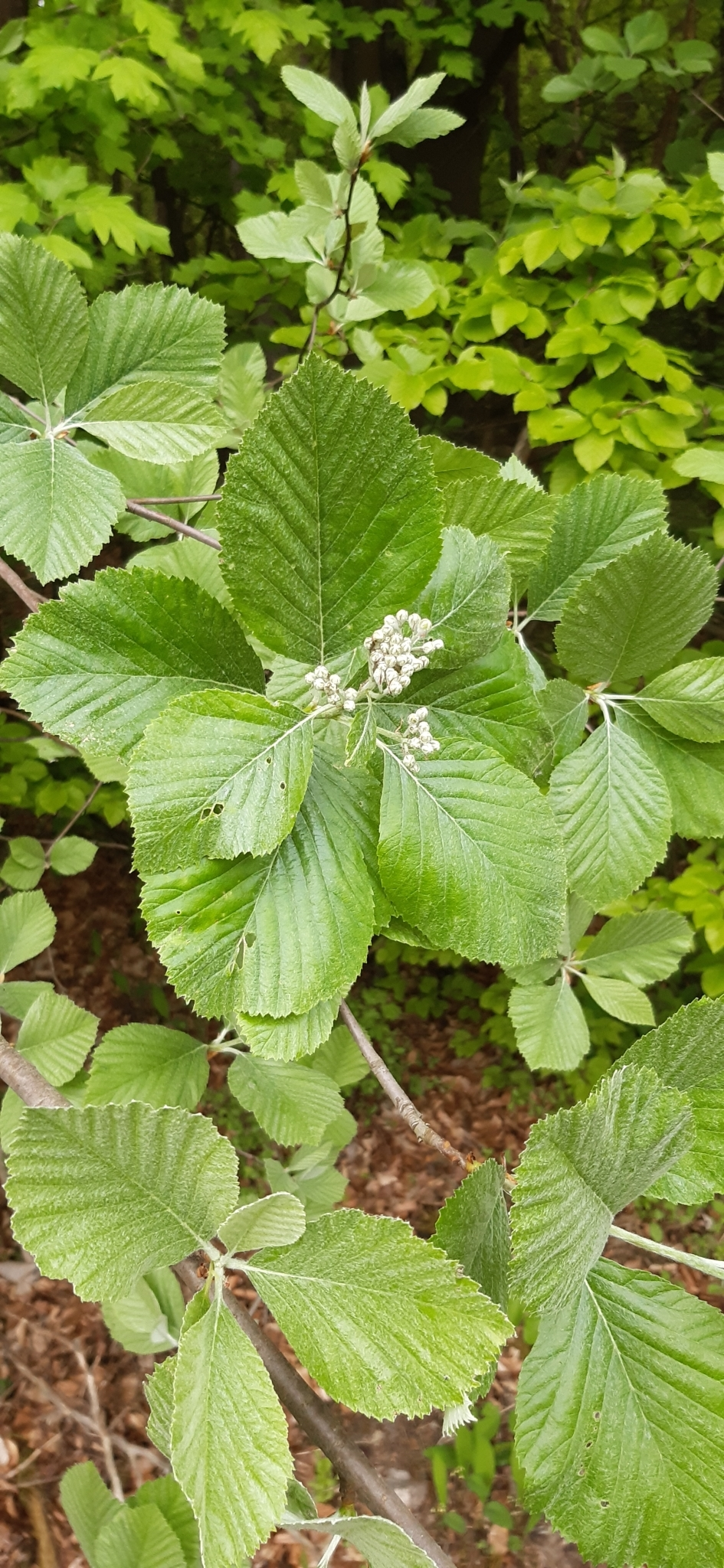
Tauber-Mehlbeere
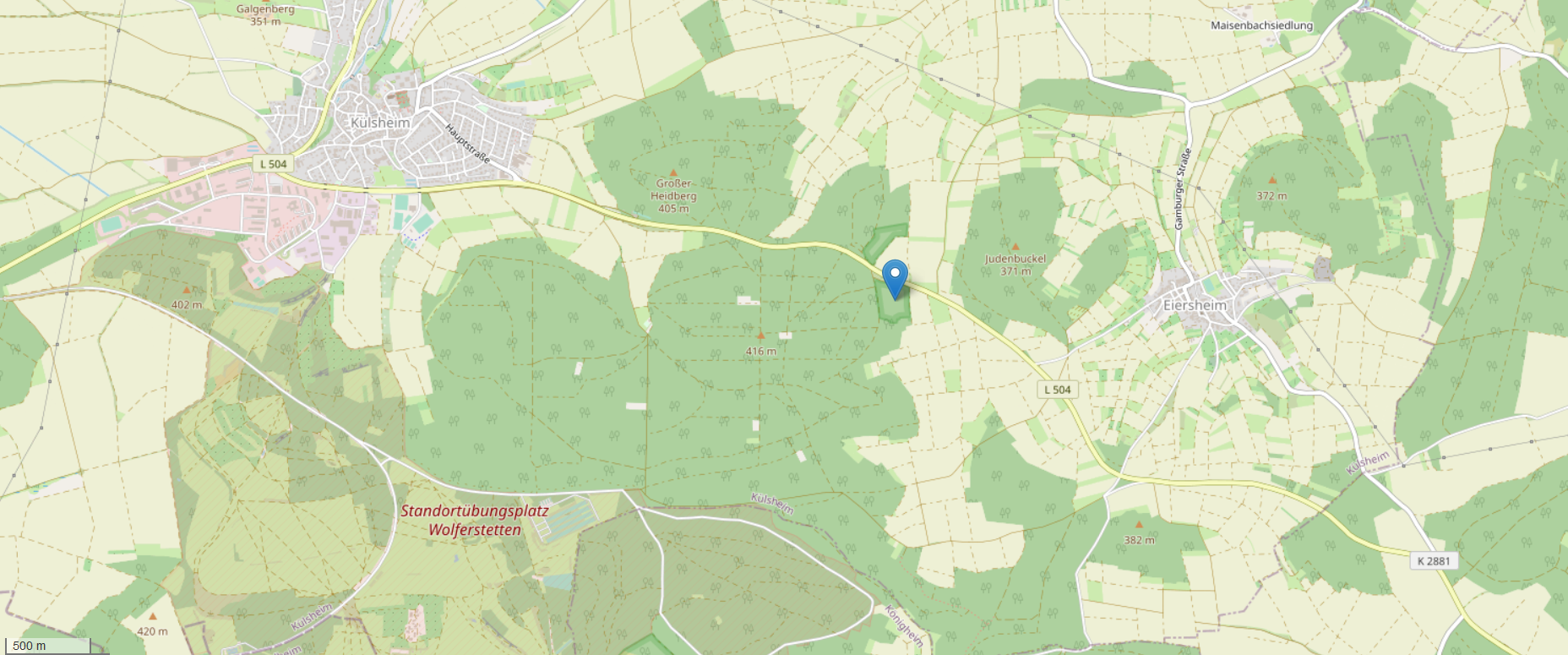
Lage des Naturschutzgebietes